# Tragogomphus
Tragogomphus is een geslacht van libellen (Odonata) uit de familie van de rombouten (Gomphidae).

## Soorten
Tragogomphus omvat 5 soorten:
- Tragogomphus aurivillii Sjöstedt, 1900
- Tragogomphus christinae Legrand, 1992
- Tragogomphus ellioti Legrand, 2002
- Tragogomphus mamfei Pinhey, 1961
- Tragogomphus tenaculatus (Fraser, 1926)